# Reinhard Dallinger

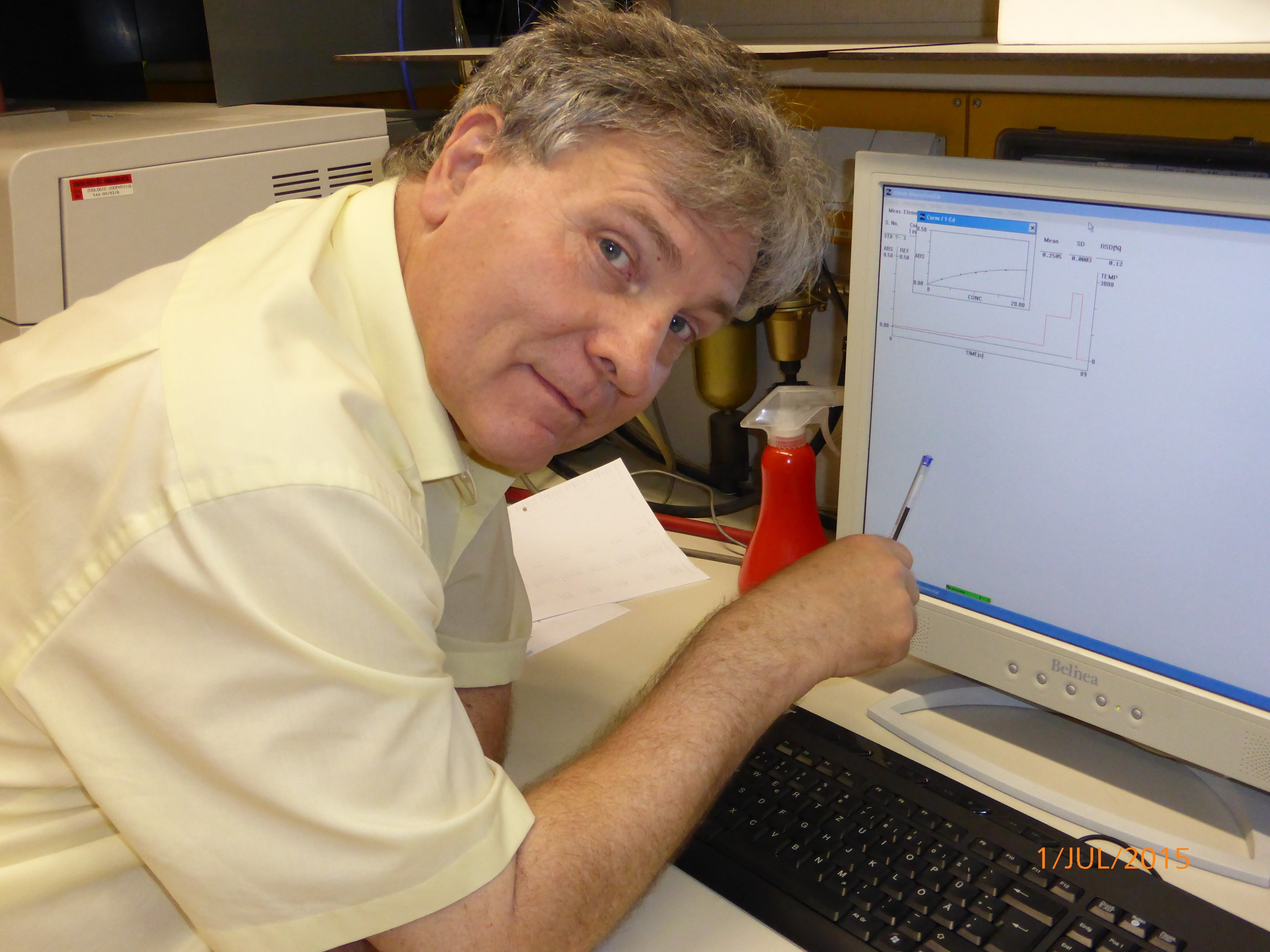
Reinhard Dallinger

Reinhard Dallinger (* 2. April 1950 in Leifers, Südtirol) ist ein österreichischer Zoologe und Professor i. R. für Zoologie und Ökotoxikologie an der Universität Innsbruck. Er ist bekannt für seine Arbeiten zur Biochemie und Physiologie des Spurenelement-Stoffwechsels wirbelloser Tiere sowie zur Umwelttoxikologie von Metallen in terrestrischen und aquatischen Habitaten.

## Leben
Reinhard Dallinger studierte Zoologie und Mikrobiologie an der Universität Innsbruck, wo er 1978 an der Naturwissenschaftlichen Fakultät in Zoologie promoviert wurde. Von  1978 bis 1981 war Dallinger freiberuflich als Projektleiter in der Abfallwirtschaft tätig und beschäftigte sich dabei mit biologischen Aspekten von Kompostierungsprozessen. Von 1981 bis 1989 arbeitete er als Projekt-Assistent am Institut für Zoologie der Universität Innsbruck. 1989 habilitierte er sich mit dem Thema Schwermetalle in wirbellosen Tieren: Physiologisch-biochemische Aspekte und ökologische Implikationen. In der Folge arbeitete Dallinger als Außerordentlicher Universitätsprofessor am Institut für Zoologie. Seit 1997 leitet er die Arbeitsgruppe „Ökotoxikologie und Molekulare Physiologie“. 2011 wurde er von der Universität Innsbruck als Universitätsprofessor für Ökotoxikologie berufen. Seit Oktober 2017 ist er pensioniert.

## Wirken
Dallinger leistete Beiträge zur Aufklärung biochemischer und zellphysiologischer Mechanismen, die für die Anreicherung metallischer Spurenelemente in wirbellosen Tieren und Fischen verantwortlich sind. Durch Einbeziehung ökologischer Gesichtspunkte in die Untersuchungen haben diese Arbeiten zum Verständnis der Rolle wirbelloser Tiere für den Spurenelemente-Transfer in terrestrischen und aquatischen Habitaten und zur Nutzung mancher dieser Arten als Bioindikatoren in Metall-belasteten Lebensräumen beigetragen.
Ein weiterer Schwerpunkt der umwelttoxikologischen Forschung Dallingers sind mikroevolutive Phänomene der Anpassung von Arten und Populationen an Schadstoffe (Metalle, Pestizide) bei gleichzeitiger Einwirkung anthropogener Stressfaktoren. So konnte u. a. gezeigt werden, dass sich der weltweit verbreitete Apfelschädling Cydia pomonella (Apfelwickler) unter dem selektiven Druck von Pestizid-Einsätzen im Alpenraum in kleinräumig eingenischte, äußerst anpassungsfähige Populationen aufgespalten hat, die in der Lage sind, chemischen und biologischen Bekämpfungsmaßnahmen erfolgreich zu trotzen. In ähnlicher Weise haben sich aquatische Populationen des Schlammröhrenwurms (Tubifex tubifex) in europäischen Fluss-Systemen unter dem Druck von Umweltbelastungen in Populationen und kryptische Arten mit unterschiedlicher Metall-Resistenz aufgespalten.
Ein biochemisch-molekularer Schwerpunkt der Arbeiten Dallingers fokussiert auf die Entgiftung und Regulation von metallischen Spurenelementen durch Metall-bindende Proteine aus der Familie der Metallothioneine. Dallinger konnte erstmals zeigen, dass sich in bestimmten wirbellosen Tiergruppen, wie etwa den Land-Lungenschnecken, Metall-selektive Metallothionein-Isoformen evolviert haben, die für den Stoffwechsel unterschiedlicher Metallionen verantwortlich sind. So besitzt z. B. die Weinbergschnecke eine Kupfer-spezifische Isoform für die Kupfer-Homöostase und eine Cadmium-spezifische Isoform, die dieses Metall durch selektive Bindung entgiftet.  Die Gene dieser Isoformen werden durch Metall-Belastung oder andere Stressoren hochreguliert und gelten als Beispiele für die adaptive Diversifikation dieser Genfamilie zur Erfüllung Spurenelement-spezifischer Aufgaben.
Viele der Arbeiten Dallingers sind gekennzeichnet durch eine vergleichend interdisziplinäre Sichtweise und einen integrativen Ansatz, bei dem Fragestellungen über mehrere biologische Organisationsebenen hinweg behandelt werden.

## Auszeichnungen
- 1987 Eduard-Wallnöfer-Preis der Tiroler Industrie
- 1992 Wissenschaftspreis der Stadt Innsbruck

## Teilnahme an Expeditionen
1988 Expedition an den Tanganjikasee in Kooperation mit Christian Sturmbauer (Institut für Zoologie, Universität Graz). Arbeiten über Verhaltensbiologie und Ernährungsphysiologie von Tanganjika-Cichliden.

## Gastaufenthalte an ausländischen Universitäten
- 1984–1985 Gast- und Kooperationsaufenthalte am Institut für Zoologie der Universität Heidelberg (Volker Storch) und am Institut für Biochemie der Veterinärmedizinischen Fakultät der Universität Bologna (Emilio Carpené).
- 1991–1995 Wiederholte Gast- und Kooperationsaufenthalte am Institut für Biochemie der Universität Zürich (Jeremias H.R. Kägi)

## Gastprofessuren
2004-05 und 2005-06 Gastprofessur für Tierphysiologie am Institut für Zoologie, Universität Wien

## Editorials
Seit 2007 Associate Editor des Journal of Experimental Zoology – A (JEZ-A) (Wiley)

## Mitgliedschaft in wissenschaftlichen Vereinigungen
- 2001–2006: Vorstands-Mitglied der European Society for Comparative Biochemistry and Physiology (ESCPB)
- Seit 2007: Vorstands-Mitglied der New European Society for Comparative Biochemistry and Physiology (new ESCPB); 2011–2012: Präsident